# Vladimír Smutný
Vladimír Smutný (13. července 1942 Praha – 7. června 2025 Praha) byl český kameraman a fotograf, držitel osmi Českých lvů za nejlepší kameru. Mezi filmy, na kterých spolupracoval, patří oscarový Kolja (1996, Cena za kameru v Madridu), Smrt krásných srnců (1986), Skalpel, prosím (1985), Tmavomodrý svět (2001), Tobruk (2008), Po strništi bos (2017) nebo Nabarvené ptáče (2019).

## Osobní život
Jeho otec pracoval jako fotograf a strýc byl kameramanem krátkometrážních filmů. Po absolvování Filmové a televizní fakulty Akademie múzických umění oboru kamera začal pracovat jako reklamní fotograf v podniku Tesla Holešovice a zároveň byl zaměstnán u Krátkého filmu Praha. Roku 1974 se stal pomocným kameramanem na Barrandově. Jeho první prací v roli hlavního kameramana byl film Julia Matuly Poslední vlak z roku 1982. Dlouhodobě spolupracoval s režiséry Janem Svěrákem nebo Jaroslavem Soukupem.
Od 90. let spolupracoval na řadě zahraničních projektů, například seriálu Barun Gold (1991, Nizozemsko), filmech Love Lies Bleeding (1999), Triceratops/River Adventure Quere Line Videos (1999, oba USA), The Vij (2009, Rusko) nebo seriálové řadě komisaře Maigreta (1991–2005, Francie).
Osmého Českého lva za nejlepší kameru obdržel za Marhoulův černobílý snímek Nabarvené ptáče z roku 2019. Inspirací pro technické pojetí filmu se pro něj stala Vláčilova Marketa Lazarová, kterou zhlédl v roce 1969, a uvedl: „Byl to pro mě takový zážitek, že jsem se o něco takového chtěl pokusit sám.“ 
V prosinci 2017 byl jmenován profesorem pro obor Filmové, televizní a fotografické umění a nová média se zaměřením Kamera na Akademii múzických umění.
V roce 2024 byl oceněn medailí Za zásluhy I. stupně, za zásluhy v oblasti umění.
Zemřel v Praze dne 7. června 2025.

## Filmografie

### Hlavní kameraman
- 1982 – Poslední vlak
- 1982 – Schůzka se stíny
- 1983 – Zánik samoty Berhof
- 1984 – Vyhrávat potichu
- 1984 – Vlak dětství a naděje
- 1985 – Skalpel, prosím
- 1985 – Duhová kulička
- 1986 – Dobré světlo
- 1986 – Hry pro mírně pokročilé
- 1986 – Smrt krásných srnců
- 1987 – Discopříběh
- 1987 – Pravidla kruhu
- 1988 – Kamarád do deště
- 1988 – Prokletí domu Hajnů
- 1989 – Něžný barbar
- 1989 – Něžná revoluce
- 1990 – Divoká srdce
- 1990 – Jen o rodinných záležitostech
- 1990 – Keď hviezdy boli červené
- 1990 – Divoká srdce
- 1991 – Discopříběh 2
- 1992 – Kamarád do deště II. – Příběh z Brooklynu
- 1993 – Svatba upírů
- 1993 – Městem chodí Mikuláš
- 1993 – Zámek v Čechách
- 1996 – Kolja
- 1996 – Lea
- 1997 – Výchova dívek v Čechách
- 1998 – Panství
- 2001 – Tmavomodrý svět
- 2003 – Král zlodějů
- 2003 – Mazaný Filip
- 2007 – Vratné lahve
- 2007 – Stop
- 2008 – Tobruk
- 2008 – Květy sakury
- 2009 – Oko ve zdi
- 2009 – Ženy mého muže
- 2010 – Kuky se vrací
- 2011 – Poupata
- 2012 – Líbáš jako ďábel
- 2013 – Všiváci
- 2014 – Tři bratři
- 2017 – Po strništi bos
- 2018 – Tátova volha
- 2018 – Zlatý podraz
- 2019 – Nabarvené ptáče

### Zahraniční projekty – výběr
- 1992 – La peur (Francie)
- 1994 – Bruin goud (Nizozemsko)
- 1998 – Winter 89 (Nizozemsko)
- 1999 – Maigret (1999–2005, 11 dílů, seriál, Francie)
- 1999 – Love lies bleeding (USA)
- 2004 – Bel ami (Belgie)
- 2005 – The Headsman (Německo)
- 2009 – The Viy (Rusko)
- 2009 – Ženy mojho muža (Slovensko)

## Výběr ocenění

### Český lev za nejlepší kameru (8 cen)
- 1997 – Lea
- 2001 – Tmavomodrý svět
- 2003 – Mazaný Filip
- 2004 – Král zlodějů
- 2008 – Tobruk
- 2011 – Poupata
- 2017 – Po strništi bos
- 2019 – Nabarvené ptáče